# Foca del Baikal
La foca del Baikal (Pusa sibirica) és una espècie de foca endèmica del llac Baikal a Sibèria. Com la foca del Caspi, està relacionada amb la foca anellada de l'Àrtida. La foca del Baikal és la més petita de les foques veritables, i amb l'excepció de la subpoblació de les foques que viuen a la Badia de Hudson al Quebec, són les úniques espècies de pinnípedes que viuen en aigües dolces.
És un misteri com van arribar al llac Baikal aquestes foques, ja que estan a centenars de quilòmetres del mar. Potser hi va haver un passatge d'aigua que, en algun moment, connectava el llac amb l'oceà Àrtic.
S'estima que hi unes 60.000 foques del Baikal i actualment la seva caça està prohibida.

## Mesures
- Pes: 70 kg de mitjana, 150 kg màxim
- Llargada: 1,3 m de mitjana
- Alimentació: principalment el peix Comophorus baikalensis i gòbids
- Cadells: normalment un, de vegades dos
- Temps de capbussament: normalment entre 20 i 25 minuts (de 45 a 60 minuts màxim)

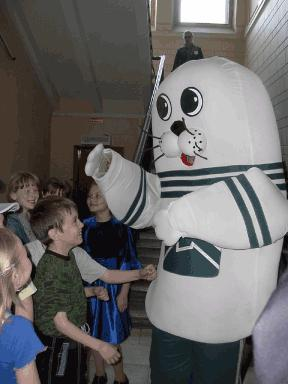
Disfresssa de foca del Baikal en un festival d'Irkutsk

## Reproducció
Les femelles arriben a la maduresa sexual entre els 3 i els 6 anys i els mascles entre els 4 i els 7 anys. El dimorfisme sexual no és gaire accentuat. S'aparellen dins l'aigua. Són lleugerament polígams i lleugerament territorials. Els cadells són alletats durant dos mesos i mig, gairebé el doble de temps que les altres foques del món. Poden viure fins a 50 anys que també és més que les altres foques.